# Robert Vizet
Robert Vizet, né le 30 janvier 1924 à Igny et mort le 13 août 2018, à Massy, est un homme politique français.
Membre du Parti communiste français, il est maire de Palaiseau, conseiller général du canton de Palaiseau, député de la quatrième circonscription de l’Essonne et sénateur de l’Essonne.

## Biographie

### Origines et vie familiale
Robert Vizet est né à Igny le 30 janvier 1924. Son père est couvreur-fumiste, sa mère travaille comme serveuse dans un café-restaurant d’Igny. En 1930, ses parents s’installent à Palaiseau pour tenir un café, non loin de la gare de Massy - Palaiseau.

### Études et formation
Robert Vizet obtient le certificat d’études en 1936. Il continue sa scolarité vers le certificat d’études complémentaires, mais échoue à l'obtenir en 1939. Au début de l’année 1940 il entre en apprentissage dans une imprimerie de Paris, apprentissage interrompu en juin 1940.
De fait à partir de 1936, c'est par les discussions entendues au café familial, qu’il s'intéresse à la politique. Il partage cela avec sa passion du football, pratiqué dans un club de la fédération sportive et gymnique du travail (FSGT). Durant les premières années de l’Occupation, à ses activités d’apprenti imprimeur, il ajoute l’aide à son père pour la culture du jardin familial. Réquisitionné pour le service du travail obligatoire en Allemagne, en janvier 1943, il refuse et entre dans la clandestinité.

### Résistance
Ouvrier imprimeur, il participe à la Résistance dès l'âge de seize ans en 1940. Il est responsable des Forces unies de la jeunesse patriotique (FUJP) pour le secteur dont il est originaire : Palaiseau, Igny et Verrières-le-Buisson et participe à des opérations de sabotage et convoyait des armes. À ce titre il participe le 14 juillet 1944 à l’organisation par le Parti communiste français et le Front national d’une manifestation patriotique publique à Verrières-le-Buisson,, pour rendre hommage au résistant gaulliste Honoré d'Estienne d'Orves, fusillé par les Allemands en 1941. 
Engagé dans les Forces françaises de l'intérieur (FFI) lors des combats pour la Libération de Paris, il est membre du « groupe Léon Frot » et reprend à l'occupant le syndicat du bois, quartier Saint-Antoine. Lorsque Paris et la région parisienne sont libérées, il part pour le « front de l’Atlantique », où les Allemands s’étaient retranchés, et participe à la libération de La Rochelle.

### L'après-guerre
En 1946, revenu à Palaiseau, il travaille dans une imprimerie. Membre de l’Union de la jeunesse républicaine de France, il adhère également au Syndicat du livre CGT. 
Il milite activement à l’Union de la jeunesse républicaine de France en Seine-et-Oise. Il est ensuite un des dirigeants nationaux d’une organisation de jeunesse, proche du PCF, les Vaillants et vaillantes. Au début des années 1950, il prend des responsabilités au sein de la fédération de Seine-et-Oise du Parti communiste français, activités qu’il mène toujours durant toute la période de ses mandats électifs en Essonne. 
Membre de son conseil d'administration depuis 1996, il est de 2001 à 2012 trésorier de l’association nationale Les Amis du journal l'Humanité, dont la présidente est Edmonde Charles-Roux.

### Mandats électifs
Robert Vizet fut maire de Palaiseau du 15 mars 1959 au 21 mars 1965 puis à nouveau du 21 mars 1971 à mars 1979.
Candidat dès 1947 aux élections municipales à Palaiseau, il entre au conseil municipal de cette ville de Seine-et-Oise en 1953 comme adjoint au maire Eugène Deloges. Il y siège quarante-huit années, jusqu’en 2001.
En 1961, il est élu conseiller général du canton de Palaiseau alors circonscription électorale du département de Seine-et-Oise. Il détient ce mandat durant trente-trois ans jusqu’en 1994. De 1979 à 1982, il est vice-président du conseil général de l'Essonne, alors présidé par le communiste Robert Lakota.
En parallèle de ses fonctions électives, Robert Vizet fut longtemps président du syndicat d’aménagement hydraulique de la vallée de l’Yvette (SIAHVY).
Candidat communiste aux élections législatives en Seine-et-Oise à partir de 1956, Robert Vizet est élu député de la nouvelle quatrième circonscription de l’Essonne en 1967. Battu en 1968 par le gaulliste Léo Hamon, il est élu dans la même circonscription en 1973 et réélu en 1978. Il cèdait  son mandat de député lors des élections législatives de 1981 au socialiste Yves Tavernier, maire de Dourdan. 
Il siège ensuite sur les bancs du groupe communiste en tant que sénateur de l'Essonne du 28 septembre 1986 au 1er octobre 1995. Au Sénat, il était membre de la commission des finances, du contrôle budgétaire et des comptes économiques de la Nation, dont il fut secrétaire. Il exerça aussi la fonction de secrétaire du Sénat.

## Distinction
- Chevalier de la Légion d'honneur (14 juillet 1996)[16],[17].

## Hommage
En septembre 2018, la ville de Palaiseau attribue le nom de Robert Vizet au bâtiment municipal de la Maison des Jeunes et de la Culture, MJC de Palaiseau.

## Pour approfondir